# Буканское
Буканское — село в Мамонтовском районе Алтайского края России. Административный центр Буканского сельсовета.

## География
Расположен в центральной части края.
Климат
континентальный. Средняя температура января −18,2 °C, июля +19,2 °C. Годовое количество атмосферных осадков — 367 мм.

## История
Основано в 1725 году.
В 1928 году состояло из 554 хозяйств. В административном отношении являлось центром Буканского сельсовета Мамонтовского района Барнаульского округа Сибирского края.

## Население
| 1926  | 1997  | 1998  | 1999  | 2000  | 2001  | 2002  | 2003  | 2004  | 2005  |
| ----- | ----- | ----- | ----- | ----- | ----- | ----- | ----- | ----- | ----- |
| 2607  | ↘1323 | ↘1306 | ↘1303 | ↘1299 | ↗1302 | ↘1283 | ↘1218 | ↘1208 | ↘1145 |
| 2006  | 2007  | 2008  | 2009  | 2010  | 2011  | 2012  | 2013  |       |       |
| ↘1118 | ↘1090 | ↘1084 | ↘1045 | ↘1005 | →1005 | ↗1012 | ↘1003 |       |       |

Национальный состав
В 1928 году основное население — русские.
Согласно результатам переписи 2002 года, в национальной структуре населения русские составляли 92 % от 1193 чел.

## Инфраструктура
Администрация поселения, школа, почтамт.

## Транспорт
Село доступно автомобильным транспортом.
Проходят автодороги регионального значения «Барнаул — Павловск — Ребриха — Мамонтово — Романово — Родино — Кулунда — граница с Республикой Казахстан (в сторону Павлодара)» (идентификационный номер 01 ОП РЗ 01К-17) и «Алейск — Буканское» (идентификационный номер 01 ОП РЗ 01К-07).